# Sanghaj Stadion
A Shanghaj Stadion (egyszerűsített kínai: 上海体育场 hagyományos kínai: 上海體育場, pinjin: Shànghǎi Tǐyùchǎng, angolul: Shanghai Stadium) Kínában, Sanghajban található sokcélú sportlétesítmény. Legtöbbször labdarúgó-mérkőzéseket rendeznek benne.
A stadiont építését 1997-re fejezték be, amikor Kínai Népköztársaság 8. Nemzeti Játékait tartották benne. A stadion 80 000 fő befogadású, de labdarúgó-mérkőzéseken a kötelező ülőhelyek miatt csak 65 000 néző befogadására alkalmas. A helyiek a „80 000 ember Stadionjának” (八万人体育场) is nevezik.
Ez a létesítmény a világ 30 legnagyobb labdarúgó-stadionjának egyike, és Kínában a Pekingi Nemzeti Stadion után a második legnagyobb. Méretére jellemző, hogy a Regal Shanghai East Asia Hotel a stadionon belül helyezkedik el. A gyors megközelítés és távozás érdekében a 4. metróvonal két megállóval köti össze a várossal. Ebben a stadionban a 2008. évi nyári olimpiai játékokon a labdarúgótorna csoportmérkőzéseit rendezték.